# Theretra megara
Theretra megara är en fjärilsart som beskrevs av Müll. 1774. Theretra megara ingår i släktet Theretra och familjen svärmare. Inga underarter finns listade i Catalogue of Life.